# 萨尔特河畔讷维尔
萨尔特河畔讷维尔（法語：Neuville-sur-Sarthe，法語發音：[nøvil syʁ saʁt]）是法国萨尔特省的一个市镇，属于勒芒区。

## 地理
萨尔特河畔讷维尔（48°4'33"N, 0°11'27"E）面积22.94 平方千米，位于法国卢瓦尔河地区大区萨尔特省，该省份为法国西北部内陆省份，北起顺时针与奥恩省、厄尔-卢瓦省、卢瓦-谢尔省、安德尔-卢瓦尔省、曼恩-卢瓦尔省和马耶讷省接壤，是法国大西部的入口，连接卢瓦尔河谷、布列塔尼和巴黎盆地。
与萨尔特河畔讷维尔接壤的市镇（或旧市镇、城区）包括：拉吉耶尔什、库莱讷、圣萨蒂南、萨尔热莱勒芒、萨维涅莱韦克、拉巴佐日、茹埃拉贝、圣帕瓦斯。

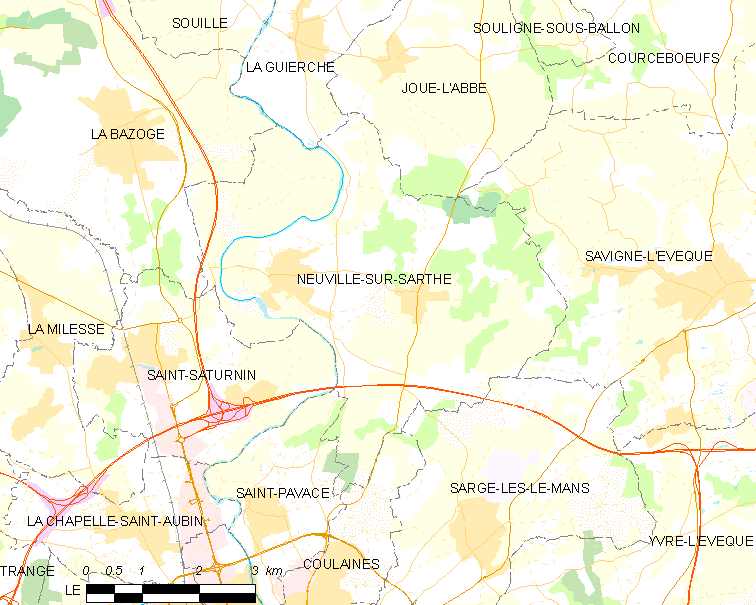
萨尔特河畔讷维尔的OSM定位图

萨尔特河畔讷维尔的时区为UTC+01:00、UTC+02:00（夏令时）。

## 行政
萨尔特河畔讷维尔的邮政编码为72190，INSEE市镇编码为72217。

## 政治
萨尔特河畔讷维尔所属的省级选区为博内塔布勒县。

## 人口

1962-2008年间萨尔特河畔讷维尔人口变化图示

萨尔特河畔讷维尔于2022年1月1日时的人口数量为2463人。